# San Vittore Olona
San Vittore Olona (San Vittor in dialetto legnanese, AFI: [sã viˈtuːr], e semplicemente San Vittore fino al 1864) è un comune italiano di 8 382 abitanti della città metropolitana di Milano in Lombardia. Caratteristici del paese sono i mulini ad acqua del fiume Olona, da cui prende il nome la Cinque Mulini, classica corsa campestre famosa in tutto il mondo, inserita negli appuntamenti IAAF.
È stato uno dei primi paesi a diventare "città dei bambini", con l'elezione di un sindaco dei ragazzi nel 2000, Gabriele Battaglia, sostenuto dall'appoggio degli alunni delle scuole elementari e medie del comune.
Si distingue dai paesi circostanti per la tranquillità della zona dei mulini, dove è possibile passeggiare, correre e andare in bicicletta al Parco Castello di Legnano. La zona dei Mulini è oggetto di un'opera di riqualificazione grazie al progetto sovracomunale, inserito nel Plis dell'Olona, denominato "Olona Green Way". Grazie a questo progetto che prevede una pista ciclo-pedonale, si è potuto valorizzare e rendere nuovamente fruibile un'ampia zona immersa nel verde, entro la quale si è anche ripristinata l'antica "Foppa"; un'area umida dotata di un piccolo belvedere, che con la sua riqualificazione, ha attratto specie di uccelli che da decenni non si fermavano in questi territori.

## Storia
San Vittore Olona, comune della città metropolitana di Milano, è sorto lungo la strada statale del Sempione che segue, in gran parte, l'antico tracciato della strada romana che univa Milano al Verbano, la via Severiana Augusta. Il toponimo, nella prima parte, riprende il nome di un santo molto popolare nella diocesi milanese: Vittore il Moro, soldato di origine africana, visse a Milano, venne torturato e decapitato a Lodi il 3 maggio 303 a causa della sua conversione al cristianesimo. L'aggiunta "Olona", il fiume che attraversa il territorio comunale, si è resa necessaria con l'unità d'Italia. Il ritrovamento di due necropoli risalenti ai primi secoli dopo Cristo, confermano la presenza di nuclei abitati distanti tra loro circa un miglio romano: probabilmente erano le tombe dei coloni che presidiavano le torri poste a guardia dell'antica strada consolare.
Ma è dopo l'anno 1000 che il borgo sanvittorese prende consistenza; infatti proprio in quegli anni iniziano ad operare i mulini ad acqua del fiume Olona. La forza motrice di quelle acque impetuose servì a muovere le grandi mole che frantumavano il grano ed altri cereali coltivati. La loro importanza economica era tale che le grandi famiglie milanesi - Torriani, Visconti e Sforza - si batterono aspramente per il loro possesso. Gli echi della cruenta battaglia del 21 febbraio 1339, combattuta nelle campagne attorno ai mulini sotto il castello, erano ancora vivi fra i ricordi dei nostri vecchi.
Nel 1652 il feudo di San Vittore, unitamente a quello di Cerro, venne acquistato del conte Vincenzo Ciceri e dalla relazione stilata dal sindaco Francesco Roveda si apprende: "Santo Vittore pieve di Parabiago, ducato di Milano – Vista dalle grida pubblicata da S.M. in materia di focolari, informati Bernardino Agliaro console, Francesco Roveda sindaco del suddetto loco di Santo Vittore, notifichiamo che alla medesima terra vi sono di presenti focolari numero sessantadue, dico 62 et dal contagio in qua non possono essere cresciuti perché la suddetta terra è sempre stata libera da contagio. Li quali focolari abitano tutti insieme in quartieri n.33 da molti galantuomini". Le condizioni del contratto di acquisto erano le seguenti: L.4000 ogni cento focolari e L.100 ogni 3 lire di rendita feudale; la somma occorrente per l'acquisto dei due feudi, San Vittore e Cerro fu di lire 5400. Dopo circa cinquant'anni il conte Ciceri morì senza "eredi masculini" e le terre ritornarono di proprietà delle Regie Camere Ducali.
Nel 1714 il nobile Giuseppe Maria Reali acquistava dalle Regie Camere Ducali il feudo di San Vittore i cui focolari erano saliti a 70. In età napoleonica il comune fu temporaneamente soppresso e sottoposto a Cerro. La rivoluzione industriale toccò anche il piccolo borgo agricolo, circa mille abitanti alla fine dell'Ottocento, con l'insediamento di alcune tessiture nei vecchi mulini e di qualche calzaturificio artigianale. La fabbricazione delle scarpe si estese ben presto, diventando una valida ed indispensabile alternativa per i contadini che alternavano il lavoro dei campi con quello della fabbrica. Nell'immediato dopoguerra (furono ben 51 i sanvittoresi caduti durante la seconda guerra mondiale) altre industrie si affiancarono alle tessiture ed ai calzaturifici così da creare a San Vittore numerosi posti di lavoro. L'industria metalmeccanica, la lavorazione della plastica, laboratori artigianali di capi d'abbigliamento, prodotti farmaceutici e di pasticceria caratterizzano l'attuale panorama industriale sanvittorese. Anche il commercio è ben radicato e soddisfa ampiamente le esigenze degli attuali 8 000 abitanti.
La rivoluzione industriale cambiò radicalmente il volto del paese, cui veniva meno, col passare degli anni, la caratteristica di borgo agricolo, con i suoi quartieri settecenteschi raggrumati e comunicanti, aggirati dalla strada principale. Alla fine dell'Ottocento, l'energia elettrica diede all'Italia un impulso decisivo al processo di industrializzazione. Nell'Altomilanese questo processo inizia intorno al 1820, con la nascita dei primi opifici lungo la valle dell'Olona. Le condizioni di vita, cioè la precarietà e la scarsissima igiene delle abitazioni, la promiscuità, il tipo di alimentazione, erano fonte di malattie, specie la pellagra.
Nel 1830 a Legnano esisteva un pellagrosario. La fabbrica, intesa come occasione di fuga da quel tipo di vita, divenne quindi un miraggio dei contadini. L'opificio per la tessitura del cotone operava nel comune di San Vittore già nel 1847. Nel 1898 Antonio Bernocchi costruiva un grande stabilimento di tintoria e candeggio. Anche nel settore della calzatura passò da una produzione artigianale a quella industriale. Il settore della calzatura divenne la più importante attività dei sanvittoresi.
 
Durante la Seconda guerra mondiale nel paese fu attiva la Resistenza. Il 19 aprile 1945 vi vennero fucilati per rappresaglia l'anarchico Pietro Bruzzi e il giovane antifascista Leopoldo Bozzi. Il luogo dove avvenne l'esecuzione è oggi intitolata "via Due Martiri".
Nell'ultimo dopoguerra San Vittore Olona trasforma anche il suo assetto urbanistico: nascono il nuovo Palazzo Comunale, le scuole elementari e medie, l'asilo nido e la casa di riposo per anziani. Sorgono la nuova chiesa, dedicata alla Madonna del Rosario, il Centro Giovanile, mentre l'edilizia privata dà vita a nuovi centri residenziali, a nuovi quartieri a corona del centro storico, ormai ridotto a poche testimonianze del passato.

### Simboli
Lo stemma è stato concesso con regio decreto del 27 giugno 1941.
Viene ricordata la presenza, nei pressi del fiume Olona, di un antico castello con funzioni difensive a tutela dei numerosi mulini che operavano sul territorio.
Il gonfalone, concesso con DPR del 6 maggio 1967, è un drappo partito di giallo e di rosso.

## Monumenti e luoghi d'interesse
- Chiesa parrocchiale di San Vittore Martire, consacrata nel 1947
- Chiesa di Santo Stefano
- Villa Adele, oggi sede della biblioteca comunale

### Parco dei Mulini
Il 20 marzo 2008 è stato istituito dalla Provincia di Milano il Parco dei Mulini. Si tratta di un'area verde classificata come Parco Agricolo Sovracomunale, ovvero un parco locale che interessa vari comuni. 
Le zone interessate a questo parco sono le aree boschive ed i campi agricoli prossimi al corso d'acqua nei comuni di Legnano, Canegrate, San Vittore Olona, Parabiago e Nerviano. Il parco parte dal già esistente Parco Castello di Legnano ed arriva fino all'ex Monastero Olivetano a Nerviano, attuale sede del municipio.
Nell'area interessata, lungo il fiume, sorgono ancora oggi sette mulini. Si tratta dei mulini Cornaggia di Legnano (lungo l'Olona, adiacente al Parco comunale del Castello di Legnano), Meraviglia (già Melzi Salazar), Cozzi, De Toffol, Montoli di San Vittore Olona, Galletto di Canegrate e Star Qua di Nerviano. L'unico con le macine ancora in efficienza è il mulino annesso alla fattoria agricola Meraviglia a San Vittore Olona, che è certamente il più antico tra i rimasti poiché risalirebbe al XIV secolo.

### Mulini

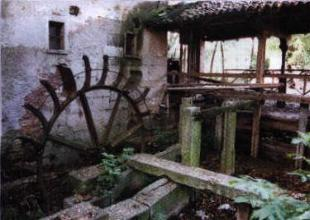
Il Mulino Montoli

Il territorio di San Vittore Olona fu abitato sin dal periodo romano, a partire dal I secolo d.C., come testimonia il ritrovamento di numerosi reperti ora conservati al Museo Civico Sutermeister di Legnano.
È certo che San Vittore Olona, per la presenza del fiume e per la vicinanza a battute vie di comunicazione, ha visto nei secoli l'insediamento di molte civiltà, ma il primo documento dove si cita S. Vittore, appartenente alla Pieve di Parabiago, riporta la data 1441. È questo il periodo in cui venne eretta la chiesetta di Santo Stefano, a baluardo protettivo voluto dalla popolazione per le epidemie di peste che dilagavano nella zona.
I pregevoli affreschi della piccola cappella sono stati attribuiti a Gian Giacomo Lampugnani. L'economia, prevalentemente agricola, ha lasciato ancora oggi tracce nei mulini a pale che si ritrovano sul corso dell'Olona e che hanno ispirato Giovanni Malerba a fondare nel 1933 la "Cinque Mulini": la prerogativa della nota corsa campestre è proprio il particolare tracciato, che si sviluppa anche attraverso i locali dei mulini, un tempo adibiti alla macinazione del grano. Ancora oggi i corridori di ogni nazione sfiorano, nel percorso, l'ultima macina funzionante.
Dopo circa settecento anni di vita, i mulini incominciarono a scomparire. Dall'Ottocento in poi, i mulini che sorgevano nel Legnanese vennero gradualmente inglobati nelle aziende che stavano sorgendo ad iniziativa dei pionieri dell'industria cotoniera: Cantoni, Bernocchi, Dell'Acqua.

#### Industria cotoniera Dell'Acqua
Le industrie si installarono lungo il corso del fiume, necessitando di forza motrice che all'inizio poteva essere fornita anche dall'acqua. Le industrie demolirono quindi gli impianti nati per la molitura, e li sostituirono con le più razionali ruote idrauliche, e caldaie del tipo Jonvall.
Franco Tosi aveva impiantato una sua attività, la società Tosi, Cantoni, Krumm, destinata a fornire i macchinari necessari alle nascenti industrie.
Scomparvero di conseguenza i mulini da grano legnanesi, che erano sette.
Resistettero i mulini “sotto al castello”, cioè quelli in territorio sanvittorese, che negli ultimi settant'anni si trasformarono di volta in volta in macinatori di grano, di sassi, e d'altro ancora.

## Società

### Evoluzione demografica
Abitanti censiti

## Cultura
A San Vittore Olona sono sorte diverse iniziative editoriali radiofoniche nel corso degli anni settanta ed ottanta. La prima stazione fu, nel 1977, Emittente Base Commerciale (poi Radio Base Commerciale ed infine Radio Base Nord Ovest) FM 98,000 MHz e 106,000 MHz, fondata da Victor Sogliani dell'Equipe 84. Successivamente, nel settembre 1979, sorse Radio Punto FM 89,400 MHz. Nel 1986, infine, si trasferì (da Nerviano) a San Vittore Olona la nota NBC Radio, altrimenti conosciuta come NBC Milano 108, mentre nel 1992 si insediò, proveniente da Legnano, l'altrettanto famosa Radio Mi Amigo - Wonderful Music. Per un breve periodo operò nel comune anche una emittente televisiva, attiva sul canale UHF 28, emanazione di Radio Activity di Canegrate. Fino al secondo semestre 2009 a San Vittore Olona esistevano ancora gli impianti di diverse emittenti radiotelevisive, conseguenze non casuali di quegli intensi esordi degli anni settanta e ottanta: Radio Punto (88,150-89.1-88.8 MHz) tuttora in attività con il marchio "Radio Punto la radio dell'Altomilanese", Radio Millennium (93,700 MHz), Videostar (canale UHF 61), mentre qualche anno prima erano stati smantellati gli impianti di Primarete 108, erede di NBC Radio e Radio Disk Jockey Classic (96,300 MHz), oggi Radio Milan Inter.

## Infrastrutture e trasporti
Passa anche da San Vittore Olona la Strada Statale 33 del Sempione, che collega Milano all'omonimo passo in Svizzera.
Fra il 1880 e il 1966 la città era servita dalla tranvia Milano-Gallarate, gestita dalla STIE.
A San Vittore Olona ha sede la MOVIBUS, azienda di trasporto pubblico che opera in tutta l'area nord-ovest della città metropolitana di Milano.

## Amministrazione
| Periodo        | Periodo        | Primo cittadino  | Partito       | Carica  | Note  |
| -------------- | -------------- | ---------------- | ------------- | ------- | ----- |
| 14 giugno 2004 | 7 giugno 2009  | Giuseppe Bravin  | lista civica  | Sindaco | [ 9 ] |
| 8 giugno 2009  | 26 maggio 2019 | Marilena Vercesi | centro-destra | Sindaco | [ 9 ] |
| 27 maggio 2019 | 8 giugno 2024  | Daniela Rossi    | lista civica  | Sindaco | [ 9 ] |
| 9 giugno 2024  | in carica      | Marco Zerboni    | centro-destra | Sindaco | [ 9 ] |